# Huis Driesberg
Huis Driesberg is een versterkt huis uit de veertiende eeuw dat eeuwenlang in bezit was van Nederlandse families. Het staat in Kessel, gemeente Goch, net aan de grens tussen Duitsland en Nederland. Het hoofdgebouw werd in 1831 afgebroken, twee torentjes van de bijgebouwen bleven gespaard. Op het erf staan beschermde bomen.

## Geschiedenis
De eerste vermelding van het huis gaat terug tot 1392. In de 15e en 16e eeuw wordt het genoemd als eigendom van de familie von Schewick. Vanaf 1626 gaat het door huwelijk over in de familie Van Neukirchen genaamd Nyvenheim die het tot 1753 bezit. Daarna gaat het over naar de familie Van Dedem die het tot 1831 behield; een tak van de familie noemde zich na verwerving Van Dedem van Driesberg. In de jaren 1830 werd het hoofdgebouw afgebroken; nu resten er nog delen van de bouwhuizen. De oprijlaan met lindebomen wordt geflankeerd door een rij tamme kastanjes, beide boomgroepen zijn aangemerkt als natuurmonument (Naturdenkmal).

## Heren en vrouwen van Driesberg

### Van Neukirchen genaamd Nyvenheim (1626-1753)
Dorothea von Schewick, erfdochter van Driesberg en Kessel (†1635); trouwde in 1626 met Arnold Hendrik van Neukirchen genaamd Nyvenheim, heer van Driesberg, Kessel en Mook (†1667), ritmeester, drost van Goch en Gennep, lid van de Kleefse ridderschap
- Johan Gijsbert van Neukirchen genaamd Nyvenheim, heer van Driesberg, Mook en Kessel (†1666), drost van Goch en Gennep, lid van de Kleefse ridderschap
  - Wolter Godfried van Neukirchen genaamd Nyvenheim, heer van Driesberg, Mook, Kessel en den Musschenberg (1660-1726), generaal-majoor
    - Johann Gijsbert Ludolf Adriaan van Neukirchen genaamd Nyvenheim, heer van Driesberg, Kessel en Mook, heer van de Musschenberg (1705-1771), lid en later voorzitter van de Kleefse Ridderschap, in de Ridderschap van Nijmegen (1750-); verkocht in 1753 de Driesberg aan Gijsbert Willem van Dedem

### Van Dedem (1753-1831)
Gijsbert Willem van Dedem, heer van Driesberg (1697-1762), kocht Driesberg op 22 oktober 1753, in de ridderschap van Overijssel 1721 tot zijn verbanning op 14 juli 1754, vluchtte in 1752 tezamen met zijn zoon Willem Jan naar Kleef wegens doodslag op hun jachtopziener Jan Kramer
- Willem Jan van Dedem (1728-1806), heer van Maurik (-1768), Hoevelaken (-1765), van Driesberg, Kessel en Mook (1728-1806), in de ridderschap van Veluwe
  - Willem Carel van Dedem (1755-1798/1800) heer van Driesberg
    - Coenraad Johan van Dedem van Driesberg (1783-1852), schout en secretaris van Putten, was geen heer meer van Driesberg maar nam de familienaam Van Dedem van Driesberg aan

## Afbeeldingen

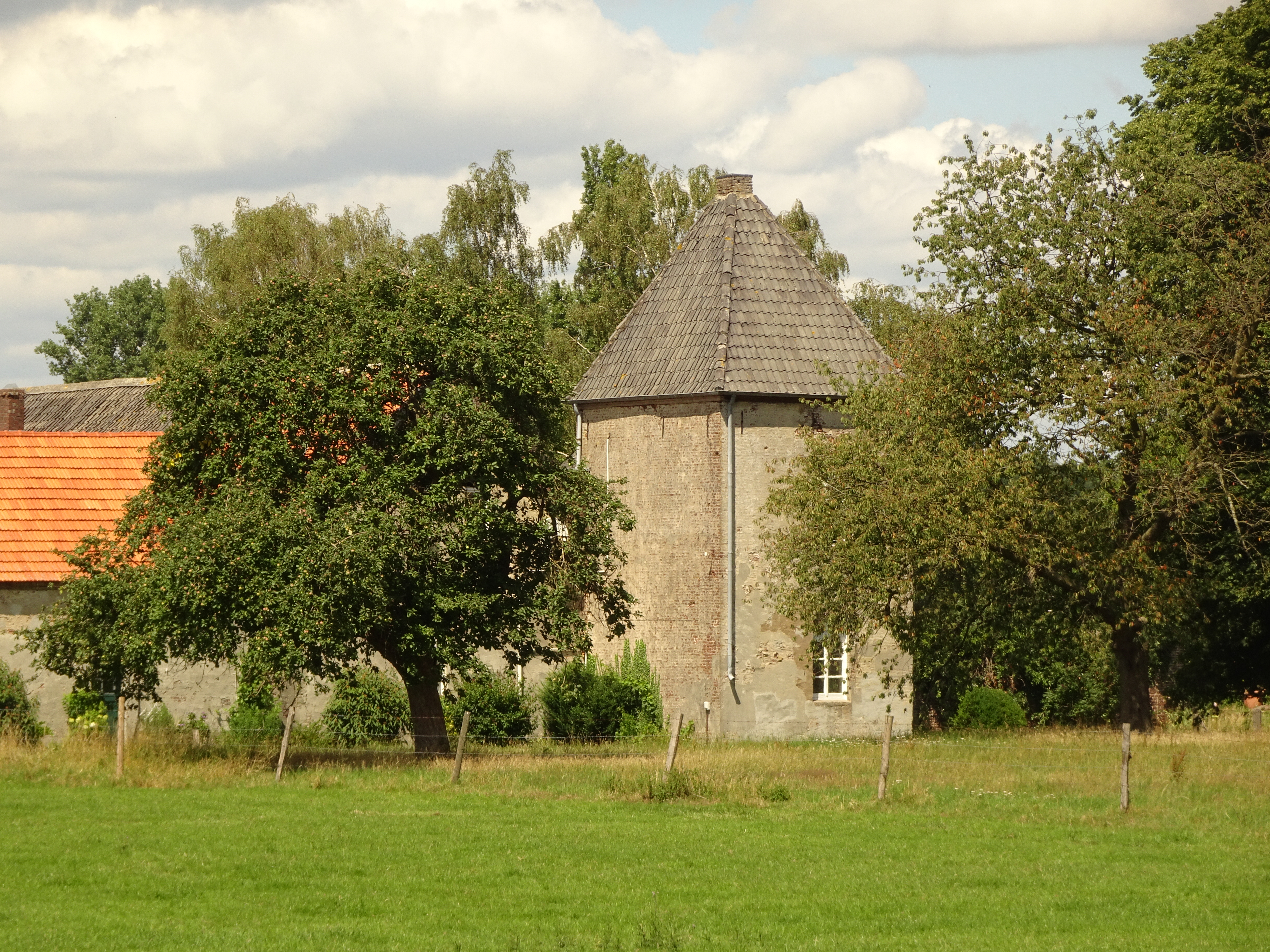
Linker bouwhuis met torentje
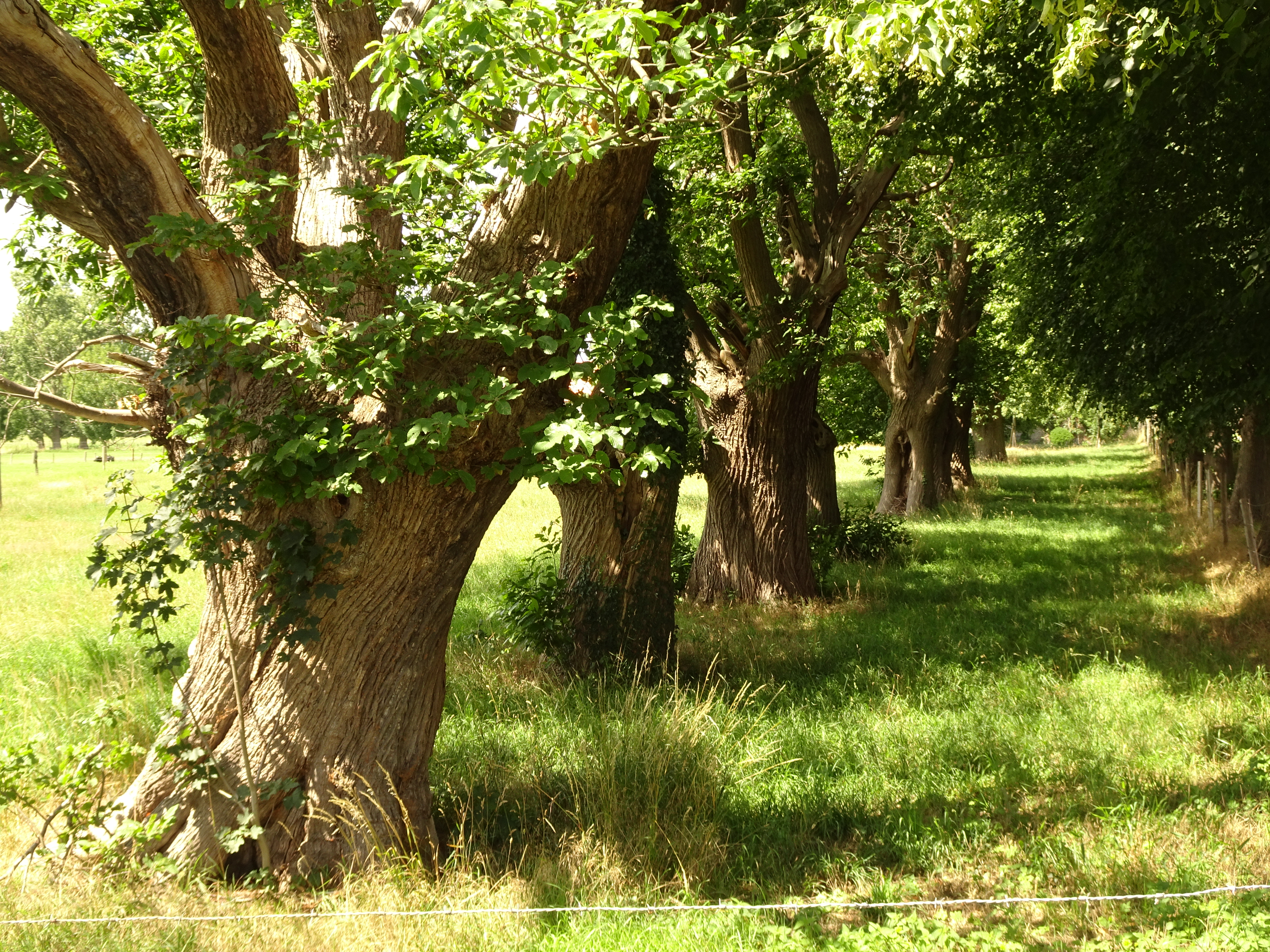
Tamme kastanjes naast de oprijlaan
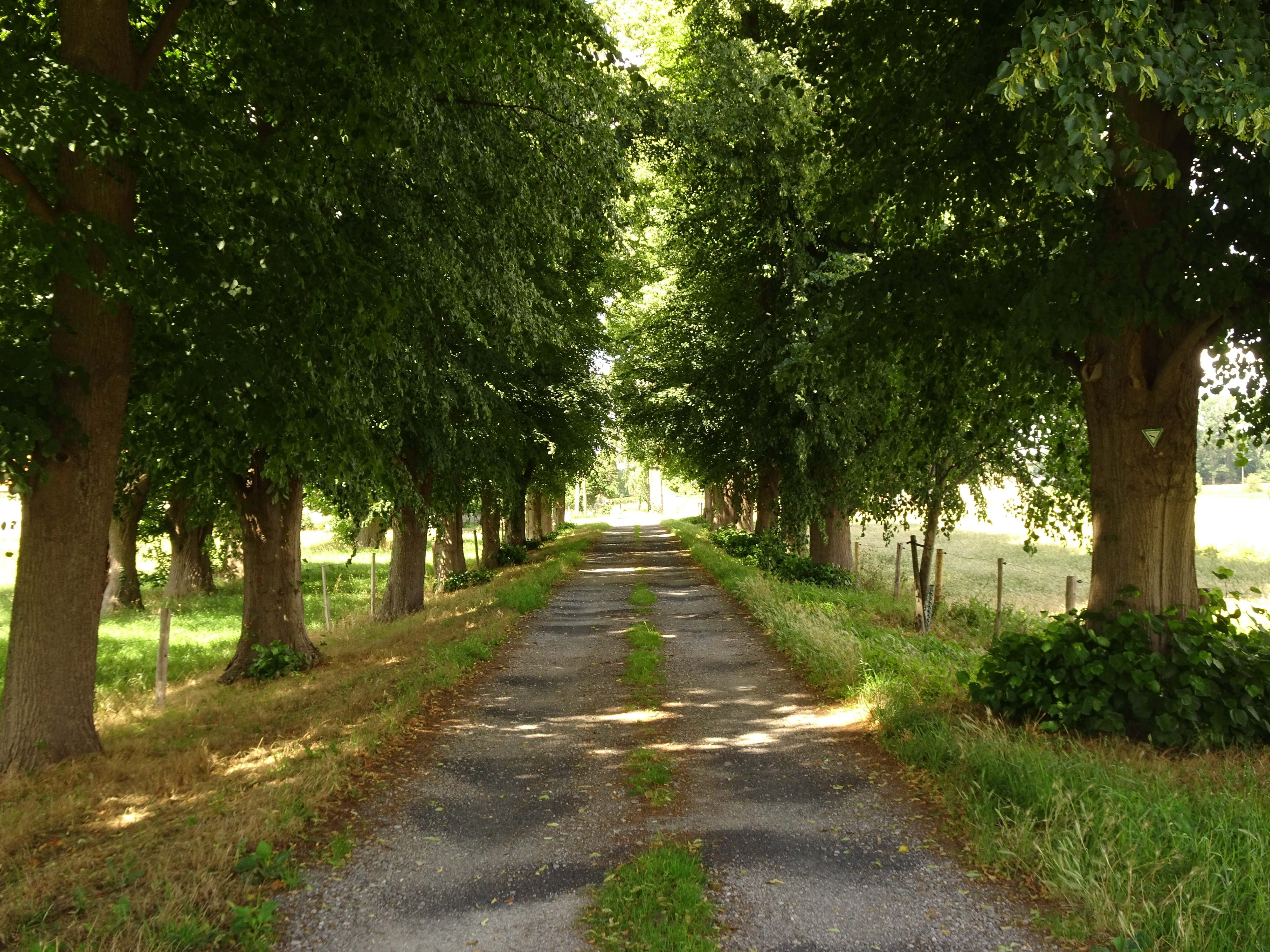
Lindenlaan (natuurmonument)
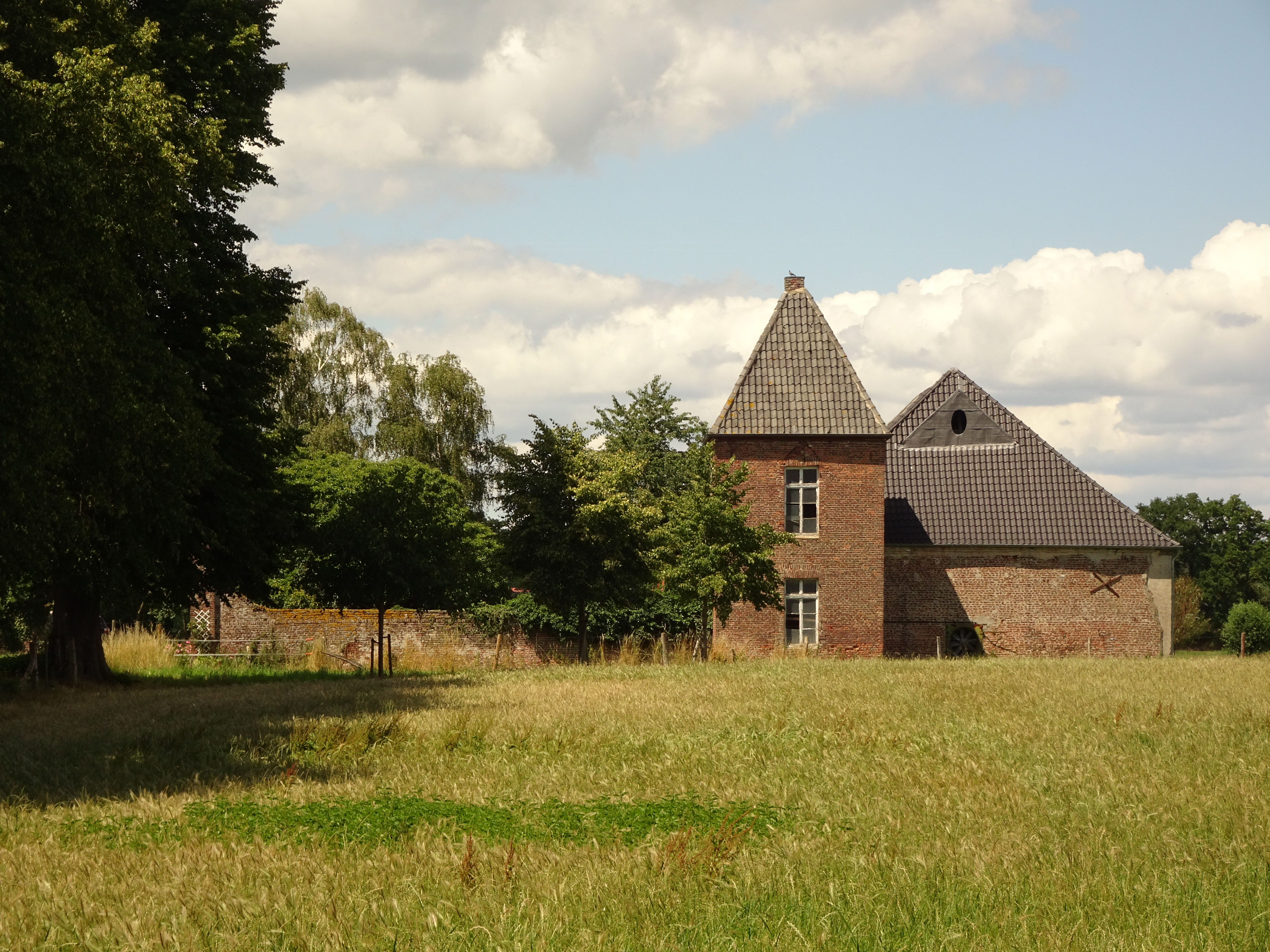
Rechter bouwhuis met torentje